# 월터 페레즈
월터 페레즈(Walter Perez, 1982년 7월 12일 ~ )는 미국의 배우이다.

## 텔레비전
- 네 무덤에 침을 뱉어라 3 (2015년)
- 로드 투 후아레즈 (2015년)
- 더 파크 벤치 (2014년)
- 라인 오브 듀티 (2013, Mission Park) - 제이슨 역
- 립 서비스 (2013년) - 프랭크 산토스 역
- 어벤져스 (2012년) - 젊은 쉴드 비행사 역, 가드 역
- 본 투 레이스 (2011년)
- 더 리버 (2011년) - 소프 역
- 디텐션 (2011년)
- 햄릿 (2011년)
- 인헤일 (2010년)
- 페임 (2009년) - 빅터 역
- 어 뷰티풀 라이프 (2008년)
- 오거스트 이브닝 (2007년)
- 오클리 세븐 (2006년) - 앤소니 역
- 워크아웃 (2006년)
- 빅 배드 울프 (2006년)
- 더 디스트릭트 (2000년)

### 텔레비전
- 프라이데이 나이트 라이츠 (2006)